# Струни душі (серіал)
«Струни душі» (кор. 넌 내게 반했어, трансліт. Neon Naege Banhaesseo; літ. «Ти закохалась в мене») — це південнокорейський телесеріал 2011 р., головні ролі грають Пак Сін Хє, Чон Йон Хва, Сон Чхан Ий, Со І Хьон, Кан Мін Хьок, Урі та Лі Хьон Джін. Цей телесеріал транслювали по MBC з 29 червня по 19 серпня 2011 щосереди й щочетверга о 21:55, усього 15 епізодів. «Струни душі» — це молодіжна мелодрама про любов, дружбу та мрії, сюжет якої розгортається на фоні коледжу сценічних мистецтв.

## Сюжет
Лі Шін (Чон Йон Хва) — студент університету, що спеціалізується на Західній музиці. Він також є вокалістом і гітаристом групи «Ст'юпід». Шін відомий своєю привабливою зовнішністю, зухвалістю і сильною пристрастю до музики. Навколишнім він здається безсердечною і відчуженою людиною, але глибоко всередині у нього м'який характер. Він не цікавиться нічим, що не пов'язано з музикою, і не має ані мрії, ані планів на майбутнє. На початку сюжету він закоханий у Чон Юн Су (Со І Хьон), вчительку танців в університеті, але все змінюється, коли він зустрічає Лі Гю Вон (Пак Сін Хе).
Лі Гю Вон — весела, життєрадісна та дружелюбна студентка, уродженка престижної сім'ї, спеціалізується на традиційній корейській музиці. Вона грає на каягимі. Дід Гю Вон, Лі Дон Джін (Сін Гу), — один з трьох найкращих традиційних музикантів свого часу, і понад усе він хоче, щоб його онучка стала першокласним музикантом традиційної музики. Намагаючись виправдати очікування свого діда, Гю Вон занурюється з головою у практику і стає студенткою університету, що нічого окрім навчання не бачить. Оскільки її подруги — фанатки «Ст'юпід», вона змушена піти на концерт групи разом з ними. Там вона бачить Лі Шіна, що співає наживо, і він її одразу ж зачаровує.
Йо Джун Хі (Кан Мін Хьок) — незграбний, сором'язливий і одвічно-голодний хлопець, який поводиться не на свій вік. Поведінка його як у дитини, днем він — кудлатий дурень, а вночі — головний барабанщик «Ст'юпід». Під час одного свого перебування у фазі «волохатий дурень», він стикається з принцесою університету, дочкою ректора, Хан Хі Джу (Урі), в яку одразу ж закохується по вуха, називаючи її своєю «Наташою». Однак, у Хі Джу є темні сторони, про які «містер Простокуватість» навіть не здогадується, і в серіалі він розривається між його постійно зростаючими почуттями до Хі Джу і необхідністю допомагати своїм друзям, оскільки дівчина влаштовує їм великі проблеми в їхньому університетському житті.
Коли Гю Вон вирішує узяти участь у прийдешньому музичному фестивалі, усі помічають її потенціал і талант, зокрема Кім Сук Хьон (Со Чхан Ий), музичний режисер-композитор з Бродвею. Побоюючись, що Гю Вон може затьмарити її дочку, мати Хі Джу почала плести інтриги з Ім Тхе Джун (Лі Чон Хон), одним з керівників школи; вони змовляються, щоб знищити репутацію Гю Вон і змусити її кинути фестиваль.

## Акторський склад

### Головні герої[6]
- Пак Сін Хє — у ролі Лі Гю Вон.
- Чон Йон Хва[en] — у ролі Лі Шіна.
- Сон Чхан Ий[en] — у ролі Кім Сок Хьона.
- Со І Хьон[en] — у ролі Чон Юн Су.

### Другорядні герої
- Кан Мін Хьок — у ролі Йо Чун Хї.
- Урі[en] — у ролі Хан Хі Джу.
- Лі Хьон Джін[en] — у ролі Хьон Гі Йона.
- Ім Се Мі — у ролі Чха Бо Ун.
- Лі Чон Хон — у ролі Ім Тхе Джун.
- Чон Кьон Хо[en] — у ролі Гу Чон Ина.
- Чан Со Вон — у ролі Лі Су Мьона.
- Сін Гу[en] — у ролі Лі Дон Джіна.
- Сону Че Док[en] — у ролі Лі Сон Гі.
- Лі Іль Хва[en] — у ролі Сон Чі Йон.
- Мун Га Йон — у ролі Лі Чон Хьон.
- Кім Сон Гьон — у ролі професора Хон.
- Со Бом Сок — у ролі Лі Хьон Су.
- О Вон Бін — у ролі гітариста Ст'юпід.
- Сон Се Хьон — у ролі басиста Ст'юпід.

## Заголовок
Серіал спочатку мав робочу назву «Фестиваль» (кор. 페스티벌), поки MBC не оголосив конкурс на нову назву, що проходив з 30 березня по 10 квітня 2011 року. Серед більш ніж 4000 пропозицій, представлених на сайті MBC, «Ти закохалась в мене» (кор. 넌 내게 반했어) була обрана як корейська назва. Другий онлайн конкурс для міжнародного англійської назви відбувся на американському сайті розповсюдження серіалів Драма-Фівер (DramaFever), і назва «Струни Душі» виграла опитування серед фанатів.

## Саундтрек
Саундтреки до Струн Душі випускали в чотирьох частинах щотижня, починаючи з 29 червня 2011 року і закінчуючи 20 липня 2011.
| Part 1 | Part 1                                                                | Part 1      | Part 1     |
| #      | Назва                                                                 | Artist      | Тривалість |
| ------ | --------------------------------------------------------------------- | ----------- | ---------- |
| 1.     | «넌 내게 반했어» (Neon Naege Banhaesseo (You've Fallen for Me))       | Чон Йон Хва | 3:11       |
| 2.     | «사랑하게 되는 날» (Saranghage Doeneun Nal (The Day We Fall in Love)) | Пак Сін Хє  | 3:22       |

| Part 2 | Part 2              | Part 2       | Part 2     |
| #      | Назва               | Artist       | Тривалість |
| ------ | ------------------- | ------------ | ---------- |
| 1.     | «별» (Byeol (Star)) | Кан Мін Хьок | 3:12       |

| Part 3 | Part 3                                                                             | Part 3          | Part 3     |
| #      | Назва                                                                              | Artist          | Тривалість |
| ------ | ---------------------------------------------------------------------------------- | --------------- | ---------- |
| 1.     | «그리워서…» (Geuriwoseo… (Because I Miss You…))                                    | Чон Йон Хва     | 4:35       |
| 2.     | «어떻게 하면 좋을까요» (Eotteohke Hamyeon Joheulkkayo (What Do You Want Me to Do)) | Various Artists | 2:20       |
| 3.     | «그대를 만나러 갑니다» (Geudaereul Mannareo Gabnida (Going to Meet Me))            | Various Artists | 2:01       |
| 4.     | «그리워서… (Inst.)» (Because I Miss You… (Inst.))                                  | Various Artists | 4:35       |
| 5.     | «넌 내게 반했어 (Inst.)» (You've Fallen for Me (Inst.))                            | Various Artists | 3:11       |
| 6.     | «그리워서… (Guitar Ver.)» (Because I Miss You… (Guitar Ver.))                      | Various Artists | 1:55       |
| 7.     | «싸울 준비 되었나요» (Ssaul Junbi Doeeotnayo (Are You Ready to Fight?))            | Various Artists | 1:52       |

| Part 4 | Part 4                                                              | Part 4      | Part 4     |
| #      | Назва                                                               | Artist      | Тривалість |
| ------ | ------------------------------------------------------------------- | ----------- | ---------- |
| 1.     | «모르나봐» (Moreunabwa (I Don't Know))                              | M Signal    | 5:04       |
| 2.     | «꼭은 아니더라도» (Kkogeun Anideorado (Even If It's Not Necessary)) | F.T. Island | 4:25       |

| Special | Special                                                                      | Special         | Special    |
| #       | Назва                                                                        | Artist          | Тривалість |
| ------- | ---------------------------------------------------------------------------- | --------------- | ---------- |
| 1.      | «모르나봐» (Moreunabwa (I Don't Know))                                       | M Signal        | 5:06       |
| 2.      | «그래 웃어봐» (Geurae Useobwa (Give Me a Smile))                             | M Signal        | 3:38       |
| 3.      | «친구로만 알았는데» (Chinguroman Ar-atneunde (Thought We Were Only Friends)) | Oh Won-bin      | 3:57       |
| 4.      | «꼭은 아니더라도» (Kkogeun Anideorado (Even If It's Not Necessary))          | F.T. Island     | 4:25       |
| 5.      | «그리워서… (Band Ver.)» (Because I Miss You… (Band Ver.))                    | Чон Йон Хва     | 3:05       |
| 6.      | «모르나봐 (Inst.)» (I Don't Know (Inst.))                                    | M Signal        | 5:06       |
| 7.      | «그래 웃어봐 (Fusion Ver.)» (Give Me a Smile (Fusion Ver.))                  | M Signal        | 3:42       |
| 8.      | «The Battle of Life»                                                         | Various Artists | 2:14       |
| 9.      | «비제를 위하여» (Bijereul Wihayeo)                                           | Various Artists | 2:00       |
| 10.     | «슬픈 사생결단» (Seulpeun Sasaeng-gyeoldan (Sorrowful Decision))             | Various Artists | 1:30       |

## Рейтинг
Найнижчі рейтинги позначені синім кольором, а найвищі — червоним кольором.
| Серія              | Дата             | Назва                                   | Середнє значення кількості переглядів | Середнє значення кількості переглядів |
| Серія              | Дата             | Назва                                   | TNmS (по країні)                      | AGB (по країні)                       |
| ------------------ | ---------------- | --------------------------------------- | ------------------------------------- | ------------------------------------- |
| 1                  | 29 червня 2011   | Неочікувана зустріч з тобою             | 6,7 %                                 | 7,6 %                                 |
| 2                  | 30 червня 2011   | Ото — мій світ                          | 4,9 %                                 | 6,8 %                                 |
| 3                  | 6 липня 2011     | Чемпіон                                 | 5,3 %                                 | 6,6 %                                 |
| 4                  | 7 липня 2011     | У напрямку завтрішнього дня             | 5,4 %                                 | 6,6 %                                 |
| 5                  | 13 липня 2011    | Зізнання                                | 5,4 %                                 | 6,2 %                                 |
| 6                  | 14 липня 2011    | З думкою про те, що це має бути забутим | 4,5 %                                 | 5,6 %                                 |
| 7                  | 20 липня 2011    | Ось так... буде забуто                  | 5,7 %                                 | 5,7 %                                 |
| 8                  | 27 липня 2011    | Моє кохання, плаксуня                   | 5,9 %                                 | 6,5 %                                 |
| 9                  | 28 липня 2011    | Роматика високої швидкості              | 5,4 %                                 | 5 %                                   |
| 10                 | 3 серпня 2011    | Крок за кроком, повільно йду до тебе    | 7,1 %                                 | 7,3 %                                 |
| 11                 | 4 серпня 2011    | Те місце, той час                       | 6,7 %                                 | 6,4 %                                 |
| 12                 | 10 серпня 2011   | Не плач                                 | 5,4 %                                 | 5,9 %                                 |
| 13                 | 11 серпня 2011   | Надзвичайна ситуація                    | 6,2 %                                 | 6,1 %                                 |
| 14                 | 17 серпня 2011   | Отже, посміхнися                        | 5,3 %                                 | 6,7 %                                 |
| 15                 | 18 серпня 2011   | Дай волю своїм мріям                    | 5,6 %                                 | 6 %                                   |
| Середній рейтинг   | Середній рейтинг | Середній рейтинг                        | 5,7 %                                 | 6,3 %                                 |
| Спеціальний епізод | 21 липня 2011    | Випадкова зустріч із тобою              | 4,1 %                                 | 5,1 %                                 |

## Нагороди
| Рік  | Нагорода                     | Категорія                        | Отримувач     | Результат | Примітки |
| ---- | ---------------------------- | -------------------------------- | ------------- | --------- | -------- |
| 2012 | 48-ма Премія мистецтв Пексан | Нагорода за популярність (жінки) | Пак Сін Хє    | Перемога  | [ 16 ]   |
| 2012 | Премія зірок К-драми         | Зірка корейської хвилі           | Чон Йон Хва   | Перемога  | [ 17 ]   |
| 2013 | Азійська телевізійна премія  | Найкраща сингл-драма             | «Струни душі» | Перемога  | [ 18 ]   |

## Міжнародна трансляція
Оскільки Пак Сін Хє і Чон Йон Хва завоювали прихильність закордонних фанатів з їхньої попередньої драми «Ти прекрасний!» (SBS, 2009), права на трансляцію «Струн душі» були попередньо продані восьми країнам, Японії, Китаю, Гонконгу, Філіппінам і Північній Америці включно, ще до прем'єри серіалу в Південній Кореї.
- Японія : Серіал транслювався на Фуджи-ТВ починаючи 9 липня 2012.[20][21] Щоб прорекламувати драму, зустріч з фанатами відвідали обидва головні актори, Пак Сін Хє і Чон Йон Хва, яка відбулася 16 липня на Токійському міжнародному форумі.[22][23][24]

- Філіппіни : Він транслювався по ABS-CBN з 9 січня по 20 серпня 2012 року, у 2:30-3:30 вечора, усього 27 епізодів.

- Близький Схід: Серіал транслювався по MBC 4 під назвою «Awtar аль Kouloub», починаючи з 23 березня 2014. З неділі по четвер о 4:00 вечора і повтор о 11:00 вечора.